# Жаклина Лазаревска
Жаклина Лазаревска (на македонска литературна норма: Жаклина Лазаревска) е политик от Северна Македония.

## Биография
Родена е на 3 ноември 1964 година в град Охрид, тогава в Социалистическа федеративна република Югославия. Завършва математика и информатиа в Природо-математическия факултет на Скопския университет.
В 2016 година е избрана за депутат от Социалдемократическия съюз на Македония в Събранието на Република Македония.
На 15 юли 2020 година отново е избрана за депутат.